# Kuala Selangor
Kuala Selangor är en stad som ligger i delstaten Selangor, Malaysia, och är huvudorten för distriktet med samma namn.